# Lynn (doppiatrice)
Lynn (りん?, Rin; Yokosuka, 1º giugno ...) è una doppiatrice giapponese affiliata all'agenzia Arts Vision. È nata da padre nippo-americano e da madre nippo-brasiliana a Yokosuka, nella prefettura di Kanagawa. Dopo aver deciso di entrare nel settore dell'intrattenimento in tenera età, ha debuttato come doppiatrice nel 2011. Originariamente interpretando personaggi secondari, e solo nel 2014 ha interpretato i suoi primi ruoli principali. È conosciuta per i suoi ruoli di Nozomi Kaminashi in Keijo! e Fūka Akitsuki in Fūka.

## Biografia
Si interessò ad entrare nell'industria dell'intrattenimento durante gli anni della scuola materna, poiché sua madre faceva parte di gruppi musicali, e ciò l'aveva influenzata ad interessarsi all'intrattenimento. Durante la scuola elementare, iniziò a guardare anime; le piaceva in particolare la serie animata Detective Conan e Inuyasha, i cui personaggi principali erano entrambi doppiati da Kappei Yamaguchi. Dopo aver appreso che i personaggi Shinichi Kudo e InuYasha condividevano lo stesso doppiatore, iniziò a pensare di perseguire quella carriera. Quando frequentava la scuola media, venne a conoscenza dell'esistenza del Japan Narration Acting Institute di Tokyo. Pertanto chiese il permesso ai suoi genitori di frequentare la scuola, ottendone l'autorizzazione. Iniziò ad andare all'istituto quando frequentava il primo anno di scuola superiore, mentre viveva nella prefettura di Niigata. Così prendeva i treni Shinkansen per recarsi a Tokyo ogni domenica per partecipare alle lezioni.
Durante gli anni del liceo, divenne allenatrice del club di pallacanestro della sua scuola e al terzo anno, si esibì al festival culturale della sua scuola. L'accoglienza positiva ricevuta per la sua interpretazione la spinse a proseguire la carriera di attrice. Dopo essersi diplomata, continuò i suoi studi presso la scuola di formazione, iniziando anche a recitare. Inizialmente doppiò ruoli in media stranieri, dando nel frattempo la voce a personaggi di sottofondo negli anime. Dopo aver superato un'audizione, nel 2014, interpretò il suo primo ruolo principale con il personaggio Maya Kyōdō nella serie animata Sabagebu!.
Nel 2016 interpretò i ruoli di Lisesharte Atismata in Saijaku muhai no Bahamut, Mashiro Munetani in High School Fleet e Nozomi Kaminashi in Keijo!. Nel 2017, venne scritturata per il ruolo di Fūka Akitsuki in Fūka. Ha anche interpretato i ruoli di Himari Takanashi in Interviews with Monster Girls, Mizuki Fudō in Idol Incidents, Mano Rinoda in Schoolgirl Strikers, e Ena Komiya in Just Because!. Nel 2019, ha interpretato i ruoli di Song Minhua in Girly Air Force e Mafuyu Kirisu in Bokutachi wa benkyō ga dekinai. Nel 2020, ha interpretato i ruoli di Yuki Endō in Koisuru Asuteroido, Shiko Murasame in Dokyū Hentai Eguzerosu, Mirarosé in Majo no tabitabi e Kana Kishimoto in Josée, la tigre e i pesci (Joze to Tora to Sakanatachi).

## Filmografia (parziale)

### Serie animate
- A Centaur's Life (2017) - Ayaka Wakamaki
- A Place Further Than the Universe (2018) - Yumiko Saejima
- Berserk (2016) - Serpico (bambino)
- Cells at Work! Black (2021) - Neutrofilo 8787
- Charlotte (2015) - Honoka
- Children of the Whales (2017) - Itia
- Classroom of the Elite (2017) - Maya Sato
- Death Parade (2015) - Shigeru Miura (bambino)
- Dimension W (2015) - Atsuko Hirose
- Dr. Stone (2019) - Lilian Weinberg
- Fate/strange Fake (2024) - Assassin senza nome
- Fire Force (2019) - Hibana
- Food Wars! - Shokugeki no Soma (2015) - Essor
- Fuuka (2017) - Fuuka Akitsuki
- High School Fleet (2016) - Mashiro Munetani
- Interviews with Monster Girls (2017) - Himari Takanashi
- Keijo!!!!!!!! (2016) - Nozomi Kaminashi
- Kuromukuro (2016) - Rita Ferreira Mendes, Rei Nukiwa
- Le bizzarre avventure di JoJo: Stone Ocean (2021) - Perla Pucci
- Magi: The Kingdom of Magic (2015) - Aero
- Mobile Suit Gundam: Iron-Blooded Orphans (2015) - Masahiro Altland (bambino)
- Mobile Suit Gundam Thunderbolt (2015) - Janice
- Mobile Suit Gundam: The Witch from Mercury (2022) - Miorine Rembran
- Ninja Slayer (2015) - Oiran B
- Oshi no ko (2023) - Miyako Saito
- Star Wars: Visions (2021) - Misa
- Sword Art Online: Alicization (2018) - Sheyta Synthesis Twelve
- That Time I Got Reincarnated as a Slime (2021) - Luminous Valentine
- The Ancient Magus Bride (2017) - Allie
- The Promised Neverland (2019) - Gilda
- Why Does Nobody Remember Me in This World? (2024) - Farin Rina Yubikitasu[14]
- Wonder Egg Priority (2021) - Aoi
- WWW.WORKING!! (2016) - Daichi Saito (bambino)
- You are Ms. Servant (2024) - Grace

### Film animati
- Josée, la tigre e i pesci (2020) - Kana Kishimoto
- Mobile Suit Gundam Thunderbolt: Bandit Flower (2017) - Janice
- Voglio mangiare il tuo pancreas (2018) - Sakura Yamauchi

### Videogiochi
- Armored Core VI: Fires of Rubicon (2023) - V.V Maeterlinck
- Azur Lane (2017) - FFNF Champagne, USS Brooklyn, USS Phoenix
- Balan Wonderworld (2021) - Emma Cole
- Blue Archive (2021) - Tsukatsuki Rio
- Code Vein (2019) - Io, Cruz Silva
- Chocobo's Mystery Dungeon: Every Buddy! (2019) - Croma Magnolie
- Chocobo GP (2022) - Camilla
- Conception II: Children of the Seven Stars (2013) - Fuuko
- Devil May Cry 5 (2019) - Nico
- Dragalia Lost (2018) - Eirene
- Final Fantasy Crystal Chronicles Remastered (2020) - Principessa Fiona
- Fire Emblem: Fates (2015) - Azura
- Fire Emblem Heroes (2017) - Kris (femmina), Azura
- Fire Emblem Warriors (2017) - Azura
- Genshin Impact (2020) - Columbina
- Granblue Fantasy (2014) - Beobachter, Makura
- Gravity Rush 2 (2017) - Permet
- Kandagawa Jet Girls (2020) - Jennifer Peach
- Life Is Strange (2015) - Chloe Price
- Life Is Strange: Before the Storm (2018) - Chloe Price
- Lost Judgment (2021) - Emily S. Mochizuki
- Metal Gear Solid V: The Phantom Pain (2015) - Vari soldati
- Metal Gear Survive (2018) - Voce Avatar femminile, Miranda
- Overwatch (2016) - Mei
- Pokémon Masters EX (2019) - Sonia
- Romancing SaGa 2: Revenge of the Seven (2024) - Final Empress
- Rune Factory: Guardians of Azuma (2025) - Kanata
- Shin Megami Tensei V (2021) - Sahori Itsukishima
- Shin Megami Tensei V: Vengeance (2024) - Sahori Itsukishima
- Shinobi Master Senran Kagura: New Link (2017) - Suiren, Yasha
- Sword Art Online: Alicization Lycoris (2020) - Sheyta Synthesis Twelve
- Sword Art Online: Last Recollection (2023) - Sheyta Synthesis Twelve
- Tactics Ogre: Reborn (2022) - Catiua Pavel / Versalia Oberyth
- The DioField Chronicle (2022) - Catherine
- The Hokkaido Serial Murder Case: The Okhotsk Disappearance ~Memories in Ice, Tearful Figurine~ (2024) - Makiko Nomura
- The King of Fighters XV (2022) - Isla
- Unicorn Overlord (2024) - Hilda
- Ys X: Nordics (2023) - Karja Balta